# Auchan-busz (Budapest)
A budapesti Auchan-busz a Nagykőrösi út és Auchan Soroksár között közlekedett. A járatot a Budapesti Közlekedési Rt. üzemeltette.

## Története
A járat 2002. december 20. és 2005. január 31. között közlekedett.

## Útvonala
Megszűnése előtti útvonala
| Auchan Soroksár felé: | Nagykőrösi út felé: |
| --- | --- |
| Nagykőrösi út vá. – Szentlőrinci út – lehajtó – Régi Szentlőrinci út – Nagybani piac bekötő út – Auchan belső út – zárt parkoló mögött visszafordul – Auchan belső út – Auchan Soroksár vá. | Auchan Soroksár vá. – Auchan belső út – Nagybani piac bekötő út – Régi Szentlőrinci út – felhajtó – Szentlőrinci út – Nagykőrösi út vá. |

## Megállóhelyei
| 0 | Nagykőrösi út végállomás   | 5 | 19, 54, 54, Gloriett, Tesco |
| 5 | Auchan Soroksár végállomás | 0 |                             |